# Chase Atlantic
Chase Atlantic (ocasionalmente estilizado como CHASE ATLANTIC) es una banda australiana de R&B alternativo y un trío de producción de Cairns, Australia, formado en 2014. El grupo está formado por el vocalista principal Mitchel Cave, el guitarrista rítmico y vocalista Christian Anthony, el guitarrista principal, el saxofonista y el corista Clinton Cave, el guitarrista de gira Patrick Wilde y el baterista de gira Jesse Boyle.
Chase Atlantic formó y lanzó su primer EP de estudio Dalliancé en 2014, seguido de su segundo EP Nostalgia, que fue lanzado en 2015 y generó el sencillo viral "Friends" y los ayudó a alcanzar popularidad internacional. A principios de 2017, firmaron con Warner Music Group y lanzaron una serie de EP (Primera parte, Segunda parte y Tercera parte) para promover el lanzamiento de su álbum debut homónimo, Chase Atlantic, en octubre de 2017, cuando lanzaron su carrera como un acto de gira a tiempo completo. La banda continuó lanzando singles independientes "Numb to the Feeling" y "Tidal Wave" mientras estaban de gira en 2018. El sexto EP de la banda, DON'T TRY THIS, fue lanzado el 25 de enero de 2019. El segundo álbum del grupo, Phases , fue lanzado el 28 de junio de 2019. El álbum fue precedido por los tres sencillos "HER", "STUCKINMYBRAIN" y "LOVE IS (NOT) EASY", que se lanzaron el 10 de mayo de 2019, el 24 de mayo de 2019 y el 7 de junio de 2019, respectivamente. 

## Historia

### Antecedentes
Antes de formar Chase Atlantic en 2014, Christian Anthony y Mitchel Cave estaban en una banda de chicos llamada What About Tonight. Formaron la banda para audicionar para la temporada 4 de The X Factor Australia, aunque fueron eliminados en la semana dos, quedando en undécimo lugar. Mientras tanto, el hermano mayor de Mitchel Cave, Clinton Cave, tenía un exitoso canal de YouTube, Clinton Cave Music, donde los hermanos lanzaban versiones de canciones de forma regular. Durante este tiempo, los tres miembros actuaron juntos por primera vez bajo el nombre de K.I.D.S. (Kind Imaginations. Destructive Situations.) Donde lanzaron la canción original, "Addicted". Desde entonces, eliminaron todo el contenido del canal y lo convirtieron en el canal oficial de Chase Atlantic.

### 2014–2016
El trío lanzó música por primera vez con el nombre de Chase Atlantic cuando Clinton Cave reclutó a Mitchel y Christian para grabar para un proyecto universitario en el que tenía que grabar y producir un álbum él mismo. Lanzaron oficialmente el EP Dalliance el 26 de mayo de 2014. Su sonido inicial se describía a menudo como pop rock y pop punk. Este lanzamiento comenzó a ganar algo de popularidad para la banda y luego lanzaron un sencillo más tarde en el año, "Meddle About". Al año siguiente, en 2015, la banda presentó la canción en su segundo EP, Nostalgia, junto con otras cuatro canciones originales. Con el lanzamiento de este EP, Chase Atlantic ganó más popularidad con su canción, "Friends", ya que apareció en varias ediciones de Tumblr. Este lanzamiento marcó un impulso hacia un sonido más influenciado por el indie, haciendo comparaciones con bandas como The 1975. Más tarde, en 2015, la banda llamó la atención de Benji y Joel Madden, miembros de la banda de rock con triple platino Good Charlotte. Los hermanos Madden quedaron tan impresionados que firmaron el grupo con su empresa de gestión, MDDN.
Durante sus reuniones con Madden, Chase Atlantic también comenzó a trabajar en lo que iba a ser su tercer EP de estudio y primer lanzamiento respaldado por un sello discográfico, Paradise EP. Hicieron una promoción extensa para el EP, incluida una gira por Australia donde tocaron el EP en su totalidad y lanzaron un avance completo del video musical. Lanzaron el sencillo principal del EP, "Obsessive", en enero de 2016, lo que les generó una gran expectación. La banda tenía la intención de usar el EP para aprovechar posibles acuerdos con el sello, sin embargo, perdió el EP debido a dificultades técnicas y nunca lo lanzó oficialmente (aunque finalmente lo volvieron a grabar y lanzaron copias físicas durante su gira mundial 2018). Después de ese obstáculo, MDDN llevó al grupo a Los Ángeles para grabar nueva música.

### 2017
Tras una breve pausa, la banda lanzó su tercer EP 'Part One', en 2017 para coincidir con su firma con Warner Brothers Records. Esta fue la primera entrega de una serie de EP que promocionaban su LP debut, lo que marcó otro cambio para la banda, introduciendo influencias de hip hop y R&B en su sonido indie-rock. En marzo lanzaron el EP 'Part Two'. Ese verano la banda anunció su primera gira por los Estados Unidos, abriendo para Sleeping with Sirens 'Gossip: Up Close & Personal Tour, que consideraron el comienzo de su carrera como un acto de gira. El día después de que terminó la gira, el 29 de septiembre de 2017, el grupo lanzó la tercera parte. Su álbum debut homónimo, Chase Atlantic, fue lanzado a mediados de la semana después de que saliera la Parte 3, el 7 de octubre de 2017.
El álbum contenía catorce canciones: una de la Parte Uno, dos de la Parte dos, tres de la Parte Tres, más una ocho canciones adicionales que no aparecieron en ningún lanzamiento anterior. Más tarde, en 2017, realizaron su primera gira como cabezas de cartel en los Estados Unidos, donde tocaron en dieciséis espectáculos en 11 estados, seguidos de una gira australiana como apertura para Blackbear.
En 2018, la banda continuó de gira por los Estados Unidos abriendo para el cantante Lights en los Estados Unidos, Sleeping With Sirens en Europa y el Reino Unido, luego tocó en festivales de Estados Unidos y el Reino Unido como Bonaroo, Vans Warped Tour 2018 y Reading / Leeds Festival 2018. Lanzaron singles independientes "Numb to the Feeling" y "Tidal Wave" esa primavera y verano, respectivamente. Ese verano también dejaron Warner Bros. Records y se independizaron.
Ese otoño anunciaron su primer World Tour como cabeza de cartel con Cherry Pools, Xavier Mayne y R I L E Y (quien también es su Tour Manager) como actos de apoyo. Durante esa gira tocaron canciones nuevas (y en algunos casos inéditas) "You Too", "Like a Rockstar" y "Devilish", además de vender CD del Paradise EP. Esas canciones inéditas se lanzaron más tarde en el EP de enero de 2019, Don't Try This.
El grupo pasó de enero a abril de 2019 en Los Ángeles, trabajando en su segundo álbum. En abril anunciaron el Phases Tour: North America para el verano de 2019, en apoyo de su segundo álbum, y fijaron la fecha de lanzamiento para el 28 de junio de 2019.El álbum fue precedido por tres sencillos "HER", " StrucklnMyBrain" y "Love is (not) Easy" estos fueron lanzados el 10 de mayo, 24 de mayo y por último el 7 de junio de 2019 . 
En 2020,  comenzaron  a trabajar en su tercer álbum de estudio llamado Beauty in Death, la banda lo lanzaría el 5 de mayo del año siguiente. Un año más tarde, más concretamente el 2 de mayo del 2022 la banda lanzaría una edición de lujo de este álbum.

## Estilo musical
Chase Atlantic tiene un estilo de música único, que según la banda "evoca un pop alternativo oscuro marcado por el rock y el R&B". A lo largo de sus cuatro años de producir música, su estilo musical ha cambiado de un sonido alternativo / pop a un sonido más alternativo / R & B, en el que la banda reside más. Son una combinación de R&B, rock, pop y alternativa; También están influenciados por muchos artistas de todos estos géneros, como The Neighbourhood y The Weeknd.

## Créditos

### Miembros
- Mitchel Cave – voz principal, bajo, programación
- Christian Anthony – guitarra rítmica, voz principal, programación
- Clinton Cave – guitarra solista, saxofón tenor, coros, programación

### Miembros de gira
- Patrick Wilde – guitarra
- Jesse Boyle – tambores

## Discografía

### Álbumes
"LOST IN HEAVEN" (2024)
"BEAUTY IN DEATH (DELUXE EDITION)" (2022)
"BEAUTY IN DEATH" (2021)
"PHASES" (2019)
"Chase Atlantic" (2017)

### EP
- Dalliance (2014)
- Nostalgia (2015)
- Paradise (2016)
- Part One (2017)
- Part Two (2017)
- Part Three (2017)
- DON'T TRY THIS (2019)

### Sencillos
- "Anchor Tattoo" (2014)
- "Gravity" (2014)
- "Hold Your Breath" (2014)
- "Run Away" (2014)
- "Gravity (So Much Higher Remix)" (2014)
- "Meddle About" (2014)
- "Roxanne" (2015)
- "Vibes" (2015)
- "Talk Slow"
- "Friends" (2015)
- "OBSESSIVE" (2016)
- "Paradise" (2016)
- "Moonlight" (2016)
- "Slow Down" (2016)
- "Falling" (2016)
- "Know me" (2016) (Unreleased song)
- "Church" (2017)
- "Into It" (2017)
- "Right Here" (2017)
- "Triggered" (2017)
- "Cassie" (2017)
- "Why Stop Now" (2017)
- "Keep it Up" (2017)
- "23" (2017)
- "Drugs & Money" (2017)
- "No Friends (feat. ILoveMakonnen & K Camp)" (2017)
- "Okay" (2017)
- "Ozone" (2017)
- "Angeline" (2017)
- "Uncomfortable" (2017)
- "The Walls" (2017)
- "Swim" (2017)
- "Consume (feat. Goon Des Garcons)" (2017)
- "Dancer In The Dark" (2017)
- "Now" (2018) (Unreleased song)
- "Numb to the Feeling" (2018)
- "Tidal Wave" (2018)
- "YOU TOO." (2019)
- "LIKE A ROCKSTAR" (2019)
- "AUGUST" (2019) (Unreleased song)
- "WHAT U CALL THAT" (2019)
- "DEVILISH" (2019)
- "GREENGREENGREEN" (2019)
- "LUST" (2019)
- "HER" (2019)
- "INTRO" (2019)
- "STUCKINMYBRAIN" (2019)
- "PHASES" (2019)
- "NO RAINBOWS" (2019)
- "EVEN THOUGH I'M DEPRESSED" (2019)
- "I NEVER EXISTED" (2019)
- "I DON'T LIKE DARKNESS" (2019)
- "LOVE IS (NOT) EASY" (2019)
- "TOO LATE" (2019)
- "HEAVEN AND BACK" (2019)
- "ANGELS" (2019)
- "TOO LATE (Billy Martin Remix)" (2019)
- "OUT THE ROOF" (2020)
- "MOLLY" (2020)
- "SLIDE" (2021)
- "EMPTY" (2021)
- "HURTS 2 HATE SOMEBODY(WITH CHASE ATLANTIC & NO ROME)" (2021)
- "PLEASEXANNY" (2021)
- "BEAUTY IN DEATH" (2021)
- OHMAMI (2021)
- "ESCORT" (2021)
- "STRANGER THINGS" (2022)
- "FOR HER" (2022)
- "MAMACITA " (2023)
- "DIE FOR ME" (2024)
- "DOUBT IT" (2024)
- "RICOCHET" (2024)
- "MESS ME UP" (2024)
- "FAVELA" (2024)
- "DEMON TIME" (2024)
- "YOU" (2024)
- "NIGHT CALLS" (2024)
- "DISCONNECTED" (2024)
- "HOURS LOST" (2024)
- "AMY" (2024)
- "DON'T LAUGH" (2024)
- "FACEDOWN" (2025)

## Premios y nominaciones
| Año  | Academia                        | Premio                | Nominado |
| ---- | ------------------------------- | --------------------- | -------- |
| 2018 | American Australian Association | AAA Rising Star Award | Ganador  |